# Jang Jin-young
Jang Jin-young (Hangul: 장진영; 14 de junio de 1972 1 de septiembre de 2009) fue una actriz surcoreana. Su muerte se produjo tras un año en el que luchó contra el cáncer de estómago.
Nacimento: 14 de junio de 1972
Imsil, Corea del Sur
Faliciamento: 1 de septiembre de 2009
Seoul, Corea del Sur

## Carrera
Empezó su carrera como modelo, y participó en el concurso de belleza señorita Corea 1993, antes de debutar como actriz. Después su debut en cines en 1998, recibió elogios de la crítica y ganó un gran número de premios por su trabajo. Se convirtió en la segunda ganadora de dos premios a Mejor Actriz del Blue Dragon Film Awards luego de haber ganado en el año 2001 por Sorum, y de nuevo en 2003 por Singles. A partir de 2008 fue una de las estrellas mejor pagadas dentro de la industria del cine surcoreano, ganando en la región ￦400 millones por película.

## En los medios de comunicación
En 2006 la revista Movie Week compiló una lista de los 25 rostros más bellos de Corea, la cual nombró a Jang como la sexta mujer más hermosa. Los resultados fueron tomados de una encuesta con los 86 mejores fotógrafos nacionales.
Fue invitada a la "Curtain Call" en la sección de Estrellas de la Cumbre de Asia, un evento paralelo a la inauguración del Asian Film Market para demostrar el establecimiento de las estrellas del cine asiático en el mercado internacional. Mientras hablaba en la conferencia de prensa ella dijo que profesaba su amor por las películas de acción, y expresó su deseo de protagonizar una  película de acción china.

## Muerte
Durante su control de salud regular el 22 de septiembre de 2008, Jang fue diagnosticada con cáncer de estómago. Se consideró que esto era una extraña y trágica coincidencia, ya que fue muy conocida por su papel en Scent of Love, como una mujer que moría de cáncer de estómago. Había tenido dolores al comer, pero creyó que la causa era una úlcera de estómago. En una entrevista telefónica que se transmitió a través del programa After News de la MBC el 29 de noviembre de 2008, le contó al público que había sido objeto de tratamientos médicos occidentales, junto con los remedios herbales tradicionales, y que su salud estaba mejorando. Finalmente, su condición continuó deteriorándose y fue hospitalizada en Seúl, donde murió aproximadamente a las 4:04 p. m. el 1 de septiembre de 2009.

## Matrimonio secreto
Después de su muerte, se reveló que se había casado en secreto. Había contraído matrimonio con Kim Young-kyun, mientras que obtenía su tratamiento médico contra el cáncer en U.S, y que había registrado el matrimonio para hacerlo oficial en Corea, solo días antes de su muerte. Kim más tarde publicó un libro conmemorativo de los 608 días de su relación, llamado Mi Último Regalo Para Ella. El libro contiene fotos inéditas (incluyendo las de su boda en las Vegas), así como algunas de las cartas y los mensajes de texto que intercambiaron. Cuando se le preguntó en una entrevista por qué escribió el libro, Kim respondió: "ahora mismo, mis recuerdos de Jin-young son distintos, pero soy humano y algún día mis recuerdos se irán debilitando. No quiero perder mis recuerdos de estar con ella. Escribir este libro fue mi manera de lidiar con eso. Alguien que escribe para ganarse la vida, me dijo que le ayuda y es un buen método para organizar sus emociones, y esas palabras fueron las que me motivaron a escribir el libro. También, como ya he dicho en el prólogo, Jin-young fue una actriz que tenía un gran futuro por delante de ella, y pensé que sería de ayuda en mantener su recuerdo hermosamente. Incluso cuando su tiempo era limitado, no perdió la esperanza y vivió con diligencia, y yo quería que la gente sepa de Jin-young y su pasión por la vida."

## Filmografía
| Año  | Título                     | Rol            |
| ---- | -------------------------- | -------------- |
| 1997 | The Angel Within           |                |
| 1998 | Three Guys and Three Girls |                |
| 1998 | Should Have a Good Heart   | Lee Hyun-ji    |
| 1998 | Shy Lovers                 | Kang Eun-hye   |
| 1998 | Fresh Son-ja's Tactics     |                |
| 1998 | Soonpoong Clinic           | Jang Jin-young |
| 1998 | Ghost in Love              | Lee Young-eun  |
| 2000 | The Foul King              | Jang Min-young |
| 2000 | Siren                      | Ye-rin         |
| 2001 | Sorum                      | Sun-young      |
| 2002 | Over the Rainbow           | Kang Young-hee |
| 2003 | Scent of Love              | Min Hee-jae    |
| 2003 | Singles                    | Na-nan         |
| 2005 | Blue Swallow               | Park Kyung-won |
| 2006 | Between Love and Hate      | Yeon-ah        |
| 2007 | Lobbyist                   | María          |

## Premios y nominaciones
| Año  | Premio                                        | Categoría                  | Nominación            | Resultado | Ref.   |
| ---- | --------------------------------------------- | -------------------------- | --------------------- | --------- | ------ |
| 1999 | Blue Dragon Film Awards                       | mejor actriz nueva         | Ghost in Love         | Nominada  |        |
| 2001 | Busan Film Critics Awards                     | mejor actriz nueva         | Sorum                 | Ganadora  | [ 9 ]  |
| 2001 | Blue Dragon Film Awards                       | mejor actriz               | Sorum                 | Ganadora  | [ 10 ] |
| 2001 | Festival de Cine de Sitges                    | mejor actriz               | Sorum                 | Ganadora  |        |
| 2001 | Director's Cut Awards                         | mejor actriz               | Sorum                 | Ganadora  | [ 11 ] |
| 2002 | Fantasporto International Fantasy Film Award  | mejor actriz               | Sorum                 | Ganadora  | [ 12 ] |
| 2002 | Málaga International Week of Fantastic Cinema | mejor actriz               | Sorum                 | Ganadora  | [ 13 ] |
| 2003 | Blue Dragon Film Awards                       | mejor actriz               | Singles               | Ganadora  |        |
| 2003 | Blue Dragon Film Awards                       | estrella más popular       | Singles               | Ganadora  |        |
| 2003 | Korean Film Awards                            | mejor actriz               | Singles               | Nominada  | [ 14 ] |
| 2006 | Baeksang Arts Awards                          | mejor actriz               | Blue Swallow          | Nominada  | [ 15 ] |
| 2006 | Grand Bell Awards                             | mejor actriz               | Blue Swallow          | Nominada  | [ 16 ] |
| 2006 | Korean Film Awards                            | mejor actriz               | Between Love and Hate | Ganadora  | [ 17 ] |
| 2006 | Blue Dragon Film Awards                       | mejor actriz               | Between Love and Hate | Nominada  | [ 18 ] |
| 2006 | Korean Association of Film Critics Awards     | mejor actriz               | Blue Swallow          | Ganadora  | [ 19 ] |
| 2007 | Baeksang Arts Awards                          | mejor actriz               | Between Love and Hate | Nominada  | [ 20 ] |
| 2007 | Grimae Awards                                 | mejor actriz               | Lobbyist              | Ganadora  |        |
| 2007 | SBS Drama Awards                              | mejor actriz de miniseries | Lobbyist              | Nominada  | [ 21 ] |
| 2009 | Style Icon Awards                             | premio especial            | [NA]: {{{1}}}         | Ganadora  | [ 22 ] |
| 2009 | Blue Dragon Film Awards                       | premio especial            | [NA]: {{{1}}}         | Ganadora  | [ 23 ] |
| 2009 | Director's Cut Awards                         | Memorial Award             | [NA]: {{{1}}}         | Ganadora  | [ 24 ] |